# Heftye Island
Heftye Island (norwegisch Heftyeøya) ist eine kleine Insel im Rossmeer vor der Borchgrevink-Küste des ostantarktischen Viktorialands. Sie ist die südlichste Insel in der Gruppe der Possession Islands südöstlich der Adare-Halbinsel.
Teilnehmer der norwegischen Antarktisexpedition auf dem Schiff Antarctic (1894–1895) benannten die Insel nach dem Bankhaus Thos. Joh. Heftye & Søn, Anteilseigner dieser Forschungsfahrt. Das Advisory Committee on Antarctic Names übertrug 1962 die Benennung ins Englische.